# Suiza en los Juegos Olímpicos de Melbourne 1956
Suiza estuvo representada en los Juegos Olímpicos de Melbourne 1956 por un total de 9 deportistas que compitieron en hípica.

## Medallistas
El equipo olímpico suizo obtuvo las siguientes medallas:
| Nombre                                                                         | Deporte | Competición   |
| ------------------------------------------------------------------------------ | ------- | ------------- |
| Oro                                                                            |         |               |
| —                                                                              |         |               |
| Plata                                                                          |         |               |
| —                                                                              |         |               |
| Bronce                                                                         |         |               |
| Gustav Fischer (Vasello) Gottfried Trachsel (Kursus) Henri Chammartin (Wöhler) | Hípica  | Doma por eqs. |